# Hibernacija
Hibernacija ali zimsko spanje (latinsko hibernus - zima) je stanje telesne neaktivnosti živih bitij, pri kateremu se umiri srčni utrip, zniža telesna temperatura, presnova se upočasni, z namenom zmanjšati porabo energije predvsem v zimskem času, ko ni zadostnih virov hrane. Hibernacija lahko traja več dni ali tednov, odvisno od živalske vrste, temperature okolice in letnega časa. 

## Zimsko spanje pri živalih
Med živali, ki hibernirajo, spadajo netopirji, nekateri glodalcev, evropski ježi (ter drugi žužkojedi) in nekateri vrečarji. Hibernirajo samo srednje velike živali, težke vsaj nekaj sto gramov, ki lahko shranijo dovolj energijskih rezerv za »prebujanje«. Najbolj znani hibernatorji so medvedi, čeprav pri medvedih ne gre za pravo hibernacijo, saj se temperatura telesnega jedra pri njih zniža samo za nekaj stopinj (telesna temperatura je med 32 °C in 35 °C) in se lahko med obdobji višjih temperatur ali zunanjih motenj hitro prebudijo.
Hibernacijo verjetno sprožijo okoljski dejavniki, kot sta nižanje temperature zraka in krajšanje dolžine dneva, ki vplivajo na izločanje določenih hormonov v organizmu. Preden preidejo živali v stanje prezimovanja, veliko vrst živali poje ogromne količine hrane, ki se nalaga v maščobne zaloge, da bo žival lahko preživela zimo; medvedje npr. pojejo okoli 38.000 kJ hrane na dan v času pozne pomladi in poletja, pred zimo pa tudi do 84.000 kJ na dan. Med hibernacijo je telesna temperatura »nastavljena« na 20 °C ali več pod normalno (nivo kontrolira hipotalamus). Kadar znaša zunanja temperatura med 5 in 15 °C, ji telesna temperatura pasivno sledi, pri nižjih zunanji temperaturi pa se dvigne stopnja presnove in žival porablja zaloge energije da se ne ohladi preveč. Po koncu obdobja zimskega spanja prične žival generirati toploto s procesom termogeneze in telesna temperatura se ponovno dvigne na normalno. 
Samice nekaterih vrst sesalcev hibernirajo medtem ko so breje in povržejo mladiče kmalu po koncu hibernacije.
Hrup in vibracije, ki jih povzročajo motorna vozila v naravnem okolju, lahko prebudijo živali med zimskim spanjem. Mnoge od teh močno trpijo ali celo poginejo zaradi prekratke hibernacije in pomanjkanja hrane v času zime.

### Maščobe kot vir energije in pomembnih biomolekul
Večina živali je odvisna od maščobnih zalog med hibernacijo, pa tudi med selitvami (migracijami) ter radikalnimi prilagoditvami presnove (metabolizma).
Pri medvedih so maščobe edini vir energije. Energija v obliki molekul adenozin trifosfata (ATP), ki se sprostijo pri beta oksidaciji, zagotavlja vzdrževanje telesne temperature, aktivne sinteze aminokislin in proteinov ter druge procese, kot je membranski transport. Pri beta oksidaciji se sprostijo tudi velike količine vode, ki nadomešča vodo, izgubljeno med dihanjem.
Glicerol, ki nastane pri razgradnji trigliceridov, je pretvorjen v glukozo preko glukoneogeneze, sečnina (urea), ki nastane pri razgradnji aminokislin, pa je reabsorbirana v ledvicah ter reciklirana za tvorbo novih aminokislin.